# 江標
江標（1860年—1899年），字建霞，號師鄦，江蘇蘇州府元和縣人，清末政治人物、詩人、學者，維新派人物。

## 生平
光緒十五年（1889年）己丑科二甲第十四名進士，同年五月選翰林院庶吉士，光緒十六年（1890年）四月散館授編修，光緒十九年（1894年）任湖南學政，任內整頓書院，選拔人才，注重轉變風氣，弘揚新學。與黃遵憲、譚嗣同等在長沙創辦湖南時務學堂，辦《湘學新報》，提倡變法。光緒二十四年（1898年）戊戌變法時，獲任命為四品京堂，總理衙門章京。未及上任，變法即已失敗。江標被革職，永不敘用，交地方官嚴加管束。光緒二十五年（1899年）卒於家。

## 著作
江標工詩文，著有《靈鶼閣叢書》、《唐賢小集五十家》。

## 家族
兄江衡。子江小鶼，民初雕塑家。